# Paul Burkhard
Pour les articles homonymes, voir Burkhard.
Paul Burkhard, né le 21 décembre 1911 à Zurich et mort le 6 septembre 1977 à Zell est un compositeur suisse, auteur principalement d'oratorios, d'opérettes et de comédies musicales. Son œuvre la plus célèbre est la chanson Oh mein Papa, traduite dans 42 langues.

## Biographie

### Enfance, formation et débuts
Au Conservatoire de Zurich, Paul Burkhard étudie le piano et la composition, puis se lance directement dans les arts de la scène.

### Carrière
Il commence sa carrière en tant que répétiteur et chef d'orchestre au Stadttheater de Berne. À 24 ans, il compose sa première opérette, Hopsa (1935, revue en 1957), dans l'esprit des opérettes-revues de l'époque. Suivent Die Frauen von Coraya (Le Paradis des femmes, 1938).
En 1939, il est nommé à la tête du département de musique Schauspielhaus de Zurich. Là, il compose et dirige là entre autres la première de Mutter Courage und ihre Kinder (Mère Courage et ses enfants) de Bertolt Brecht. Il prend la tête de l'orchestre de Radio Beromünster. 
Avec  Der Schwarze Hecht, il attire l'attention hors des frontières de la Suisse, malgré la langue alémanique. Cette opérette est remodelée et réécrite en allemand par Erik Charell sous le titre Das Feuerwerk. La création a lieu à Munich en 1950 avec un grand succès. Sa chanson phare « Oh mein Papa » fait le tour du monde anglo-saxon, est interprétée et enregistrée par de nombreux artistes : Alan Breeze, Annette Klooger, Billy Cotton, Billy Vaughn, Connie Francis, Diana Decker, Eddie Calvert, Eddie Fisher, The Everly Brothers, Harry James, Ken Mackintosh, Lys Assia, Malcolm Vaughan, Muriel Smith, Ray Anthony et son orchestre, Russ Morgan et son orchestre, The Beverley Sisters, The Brasshats, The Radio Revellers, Lilli Palmer et beaucoup d'autres.
Paul Burkhard a également composé des opéras-comiques et des comédies musicales, sans atteindre le succès de Das Feuerwerk. Il se consacre alors à des pièces sacrées et des jeux religieux : D Zäller Wiehnacht (1960), Noah (1965), Sieben Stufen des Lebens, ... Mais à 66 ans, il compose de nouveau une opérette, Regenbogen, qu'il ne créera pas. Il meurt le 6 septembre 1977, à Zell. La première de l’œuvre a lieu le 30 novembre 1977 à la comédie de Bâle.
À la fin de sa vie, devenu très pieux, Burkhard veut aussi composer un nouvel hymne national suisse, mais son Schweizerlied sera vite oublié.

### Mort
Il meurt, à l'âge de 65 ans, le 6 septembre 1977, en Suisse.

## Œuvres principales
- 1935 : Hopsa (Opérette, Neufassung 1957)
- 1939 : Der Schwarze Hechtavec la chanson O mein Papa
- 1950 : Das Feuerwerk (Variante de Der schwarze Hecht)
- 1951 : Die kleine Niederdorfoper
- 1956 : Spiegel, das Kätzchen, comédie musicale
- 1960 : Frank der Fünfte
- 1960 : D Zäller Wiehnacht, jeu de Noël
- 1964 : De Zäller
- 1965 : Noah
- 1969 : Zäller Glichnis
- 1971 : Zäller Oschtere
- 1972 : Ein Stern geht auf aus Jaakob
- 1973 : Freu dich mit uns, Jona
- 1977 : Regenboden